# パブリックドメインの日
パブリックドメインの日（パブリックドメインのひ、英語: Public Domain Day）とは、著作権の保護期間が自動的に終了しパブリックドメインになった著作物を祝う記念日で、通常各国の著作権法に基づくパブリックドメイン化という著作権のある作品の法的扱いが変化する1月1日 （グレゴリオ暦の元日）に設定されている。
パブリックドメインの日は当初非公式で、2004年にカナダのパブリックドメイン活動家、ウォレス・マクリーンが最初に提唱し、ローレンス・レッシグがこの考えを支持し広めた。パブリックドメインの日のウェブサイトにはパブリックドメインになった作者の著作物がリストとして掲載されている。パブリックドメインの日の名のもとにいくつかの団体が世界の国々で活動している。

## パブリックドメイン

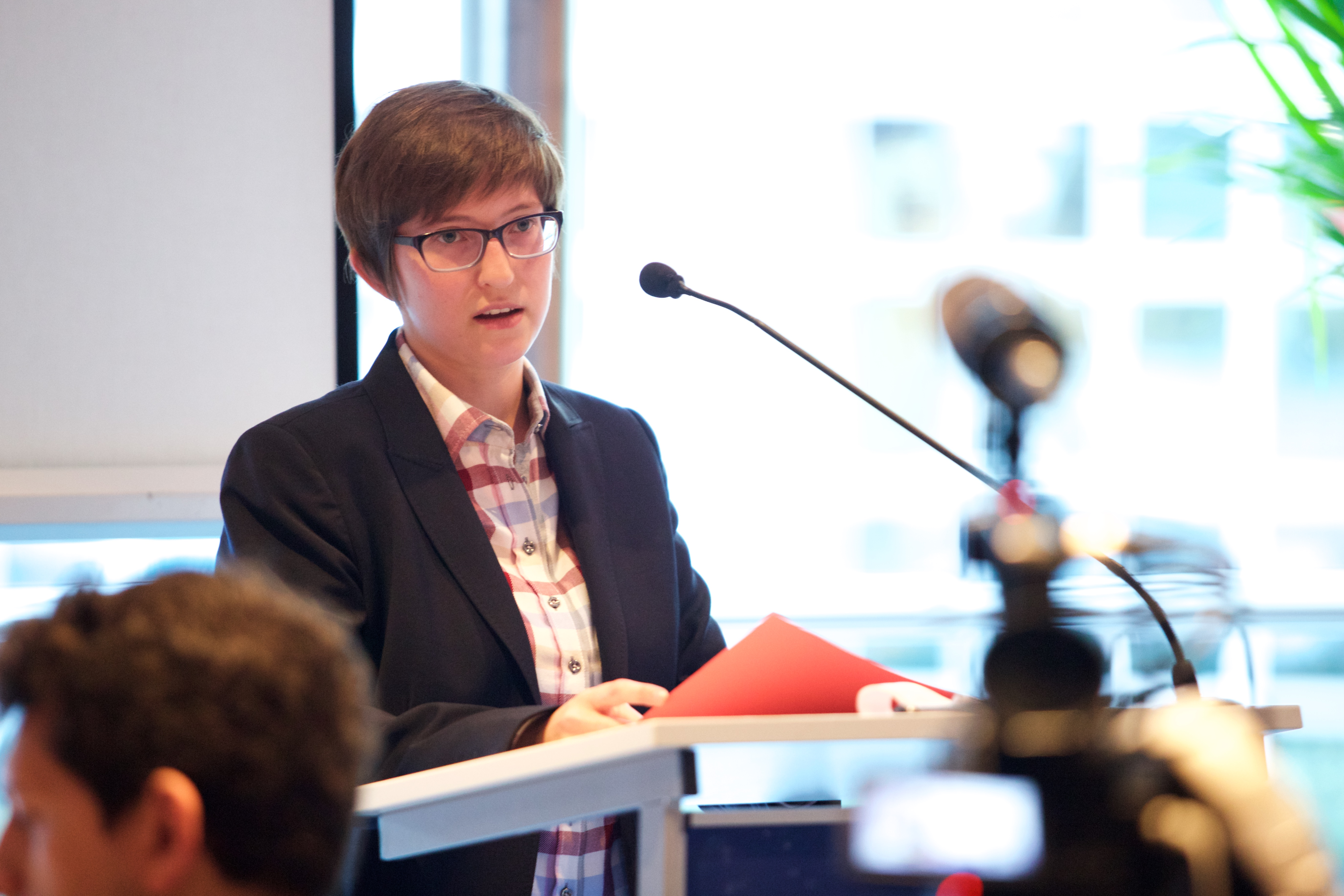
2016年のパブリックドメインのお祝いで撮影されたパブリックドメインの写真（ブリュッセル、ユリア・レダが話している）

著作権保護期間は通常作者の寿命が考慮され死後一定の年数（もしくはpmaこと死後起算）を経て算出される。多くの管轄では通常作者の死後70年の経過を基準としている。その後、それらの作者の作品を全員が事前許可なしでどんな目的であっても使用できるようになる。法的にパブリックドメインが有効になるのは元日 (New Year's Day) からであるため、例として70年経過を適用している国の場合1936年に死去した作家の作品は2007年1月1日をもってパブリックドメインとなっている。
パブリックドメインの適用は管轄によって変化するため、著作物のパブリックドメインへの移行は全世界で行われるわけではない。例外が顕著なのがアメリカ合衆国で2019年まで自動的にパブリックドメインになる著作物が生まれることがない。オーストラリアの著作権制度もさらに厳しく2026年までパブリックドメインになる著作物はない。欧州のほとんどの国やカナダ、ニュージーランドではパブリックドメインになる様々な作品が見受けられる。過去数十年のより多くの作品は著作権保護の延長が数回発生しない限りパブリックドメインになっていくとされる。
2010年のパブリックドメインの日ではジークムント・フロイト、ウィリアム・バトラー・イェイツ、フォード・マドックス・フォード、アーサー・ラッカムなどの作品が多くの国でパブリックドメインになったことを祝った。2011年はイサーク・バーベリ、ヴァルター・ベンヤミン、ジョン・バカン、ミハイル・ブルガーコフ、F・スコット・フィッツジェラルド、エマ・ゴールドマン、パウル・クレー、セルマ・ラーゲルレーヴ、レフ・トロツキー、ヴィト・ヴォルテラ、ナサニエル・ウェストなどの作品のパブリックドメイン化が祝された。

## セレブレーション

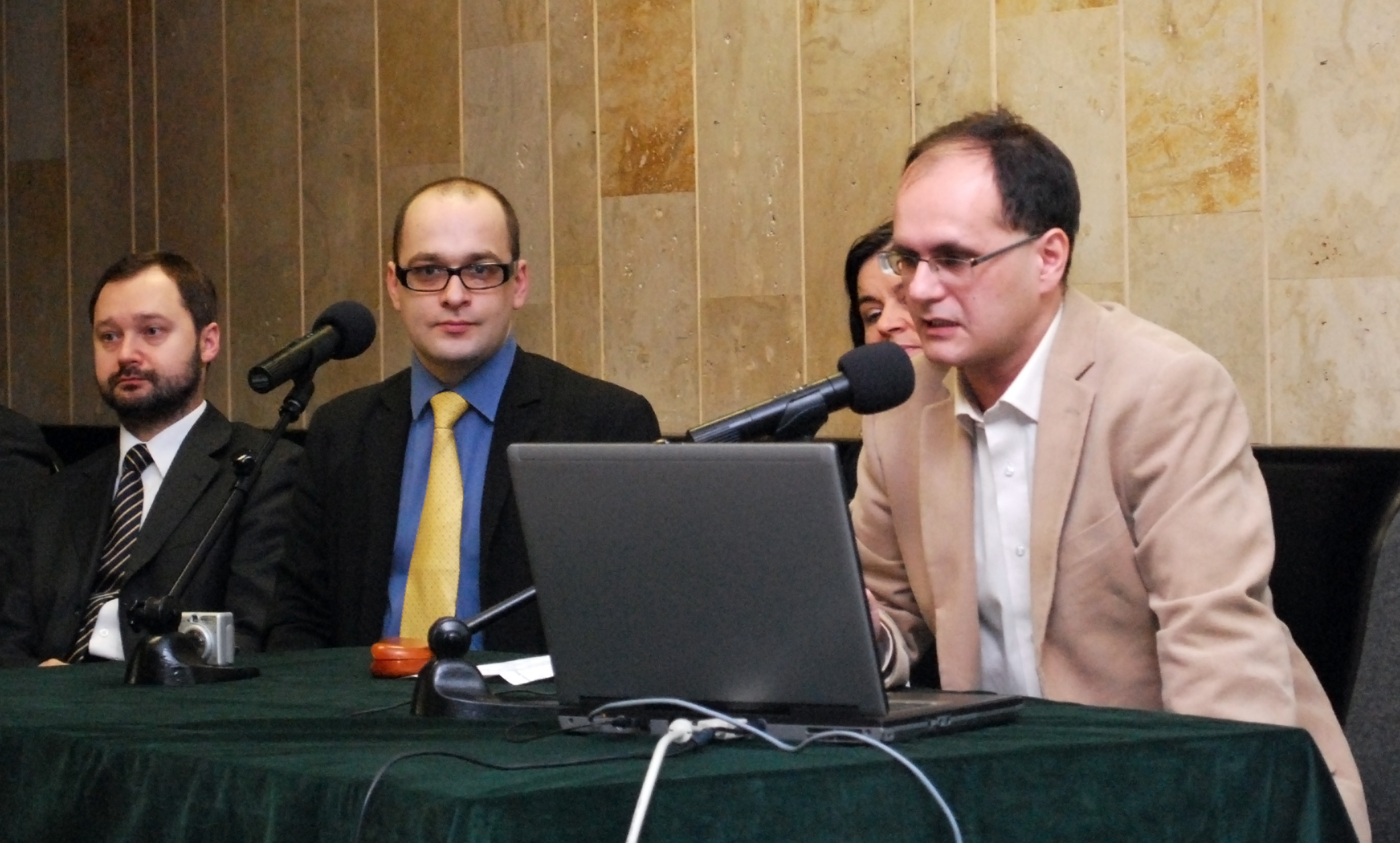
ポーランドでのパブリックドメインの日セレブレーション（2008年）

パブリックドメインの日が挙行され始めた時期ははっきりとしないが（2004年にローレンス・レッシグが提唱している）、近年はプロジェクト・グーテンベルグによって提唱されクリエイティブ・コモンズが促進している。パブリックドメインの日のイベントはポーランド、ドイツ、イタリア、イスラエルにて様々な期間で行われている。
2011年1月の2011年パブリックドメインの日での一環としてオープンナレッジ財団はThe Public Domain Reviewというパブリックドメインになった著作物のレビューサイトを立ち上げた。
2012年1月、ワルシャワでセレブレーションが発表され、 フリーカルチャーNGO団体（例えばKoalicja Otwartej Edukacjiとオープン・ソサエティ財団）やその支援者による数年に渡るその日の様々な活動が初めてクラクフで開催される)。他の2012年のイベントは以下の通り:
- スイス: Public Domain Jam（チューリッヒ）
- イスラエル: PD Day Celebration（ハイファのハイファ大学）
- マケドニア共和国: パブリックドメインに関するイベントやプロモーション活動
- イタリア: 
  - La giornata del Pubblico Dominio（トリノ）
  - Festeggiamo il Giorno del Pubblico Dominio（ローマ）
  - Celebriamo il Giorno del Pubblico Dominio e la Cultura Libera（グロッセート）
- フランス: Journée du domaine public（パリ）